# Clavija jelskii
Clavija jelskii là một loài thực vật có hoa trong họ Anh thảo. Loài này được Szyszyl. mô tả khoa học đầu tiên năm 1894.